# You Are My Destiny
You Are My Destiny (Hangul: 너는 내 운명 / Neoneun Nae Unmyeong) é um drama sul-coreano que foi transmitido pela rede KBS1 de 5 de maio de 2008 à 9 de janeiro de 2009, com 178 episódios ao todo. É estrelado por Lim Yoon-a, integrante do Girls' Generation, em seu primeiro papel principal.

## Elenco
- Im Yoon-a como Jang Sae Byuk (mais tarde: Kim Sae Byuk)
- Park Jae Jung como Kang Ho Sae, gerente da Lohas, uma empresa especializada na fabricação de utensílios de cozinha
- Lee Ji-hoon como Kim Tae Poong
- Gong Hyun Joo como Kim Soo Bin. Soo Bin uma vez envolveu-se com Ho Se, mas depois que Ho Se disse que ele amava Sae Byuk, eles se separaram, o que perturba a mãe de Ho Se.
- Lee Pil Mo como Kim Tae Young
- Jang Yong como Kim Dae Jin (pai de Tae Poong). Antes de estabelecer a Poong Express, Dae Jin era o motorista da família Kang.
- Jung Ae Ri como Oh Young Sook (mãe de Tae Poong). Ela costumava trabalhar na empresa de comida de gatos pertencente à Lee Hwa Ran. Ela também costumava trabalhar como empregada doméstica na casa da família Kang.
- Kim Hyo Seo como Kim Na Young (irmã gêmea falecida de Tae Poong).
- Sa Mi Ja como Son Poong Geum (mãe de Dae Gu e Dae Jin)
- Kang Suk Woo como Kim Dae Gu (pai de Soo Bin). No drama, ele trabalhou como prefeito.
- Lee Hye Sook como Hong Yeon Shil (mãe de Soo Bin)
- Lee Seol Ah como Kang Yu Ri (irmã de Ho Se). Em uma parte do drama, Yu Ri parece estar apaixonado por Tae Poong.
- Hyun Suk como Kang Chil Bok (pai de Ho Se). Chil Bok é o Diretor-Presidente da Lohas
- Yang Geum Suk como Seo Min Jung (mãe de Ho Se)
- Kim Hyung Il como Kang Charles (irmão de Chil Bok / tutor de dança de Yeon Shil)
- Kim Jung Nan como Ban So Young (esposa de Tae Young e mãe solteira de Yoon Hee)
- Park Min Ji como Ban Yoon Hee (filha de So Young)
- Sun Woo Yong Nyeo como Lee Hwa Ran (mãe de So Young)
- Choi Won Young como Nam Gyeong Woo (ex-namorado de Na Young). Ele foi namorado de Na Young quando ela estava viva.
- Park Seul Gi como Bok Joo (melhor amigo de Sae Byuk). Bok Joo trabalhava em um posto de gasolina, mas depois, ela foi demitida porque ela encheu diesel no carro da Sra. Seo, que tem um motor a gasolina.
- Kwak Hyun Hwa como Oh Sun Jeong (funcionária da Lohas)
- Lee Jung Ho como Lee Dong Soo (funcionário da Lohas)
- Yoo Hye Ri como Jeong Mi Ok (mãe verdadeira de Sae Byuk)
- Jung Jae Gon como Jo Sang Ki (pai verdadeiro de Yoon Hee)
- Kim Sung Hoon como Jang Pan Jae (gerente de vendas da noite)
- Shin Pyo como assistente de direção

## Reconhecimentos
- 2009 45º Baeksang Arts Awards: Prêmio Melhor Nova Atriz (Lim Yoon-a)
- 2009 45º Baeksang Arts Awards: Prêmio de Popularidade (Lim Yoon-a)
- 2008 Korean Drama Festival: Prêmio Netizen (Lim Yoon-a)
- 2008 KBS Drama Awards: Prêmio Netizen (Lim Yoon-a)
- 2008 KBS Drama Awards: Prêmio Melhor Nova Atriz (Lim Yoon-a)
- 2008 KBS Drama Awards: Prêmio de Excelência, Drama Diário - Ator (Lee Pil Mo)
- 2008 KBS Drama Awards: Prêmio de Excelência, Drama Diário - Atriz (Kim Jung Nan)